# 잘 있거라 청춘의 그림자여
〈잘 있거라 청춘의 그림자여〉(일본어: さらば青春の影よ 사라바세슌노카게요[*])는 모리 신이치의 싱글로, 2004년 11월 21일 발매되었다. (12cm CD: VICL-35728, Cassette: VISL-30585) B 사이드 곡은 〈신기루〉(蜃気楼 신키로[*])다. 두 곡 모두 작사는 사카이 이즈미가, 작곡은 오노 아이가카 맡았다. 편곡자만 다르며 각각 토쿠나가 아키히토(#1)와 하야마 타케시(#2)가 담당했다. 사카이가 엔카에서 활동하던 아티스트가 아니었기 때문에 화제를 낳았으나, 그녀는 이전에도 엔카 가수 덩리쥔의 싱글 〈당신과 함께 살아가요〉의 작사를 담당한 적이 있다.
모리는 이 곡으로 제55회 NHK 홍백가합전에 출전했다. 작사가 사카이 이즈미 (ZARD)는 생전에 이 곡의 데모 버전을 녹음했는데, 이것은 2012년에 출시된 ZARD의 컴필레이션 음반에 수록되어 있다.

## 수록곡
| #  | 제목                                                 | 작사          | 작곡        | 편곡              | 재생 시간 |
| -- | ---------------------------------------------------- | ------------- | ----------- | ----------------- | --------- |
| 1. | 〈〈잘 있거라 청춘의 그림자여〉〉 (さらば青春の影よ) | 사카이 이즈미 | 오노 아이카 | 토쿠나가 아키히토 |           |
| 2. | 〈〈신기루〉〉 (蜃気楼)                              | 사카이 이즈미 | 오노 아이카 | 하야마 타케시     |           |
| 3. | 〈〈잘 있거라 청춘의 그림자여〉〉 (Original Karaoke) |               |             |                   |           |
| 4. | 〈〈신기루〉〉 (Original Karaoke)                    |               |             |                   |           |